# Бердникова, Нина Владимировна
Нина Владимировна Бердникова (род. 9 сентября 1955) — российский политический деятель, депутат Государственной Думы ФС РФ второго созыва (1995—1999).
Окончила Ленинградский финансово-экономический институт им. Н. А. Вознесенского, кандидат экономических наук.
Была ведущей программ «На пути к рынку» и «Парламентский час».
С 1995 по 1999 г. депутат Государственной Думы РФ второго созыва. Была членом фракции КПРФ, членом Комитета по информационной политике и связи.